# Martin Wieland

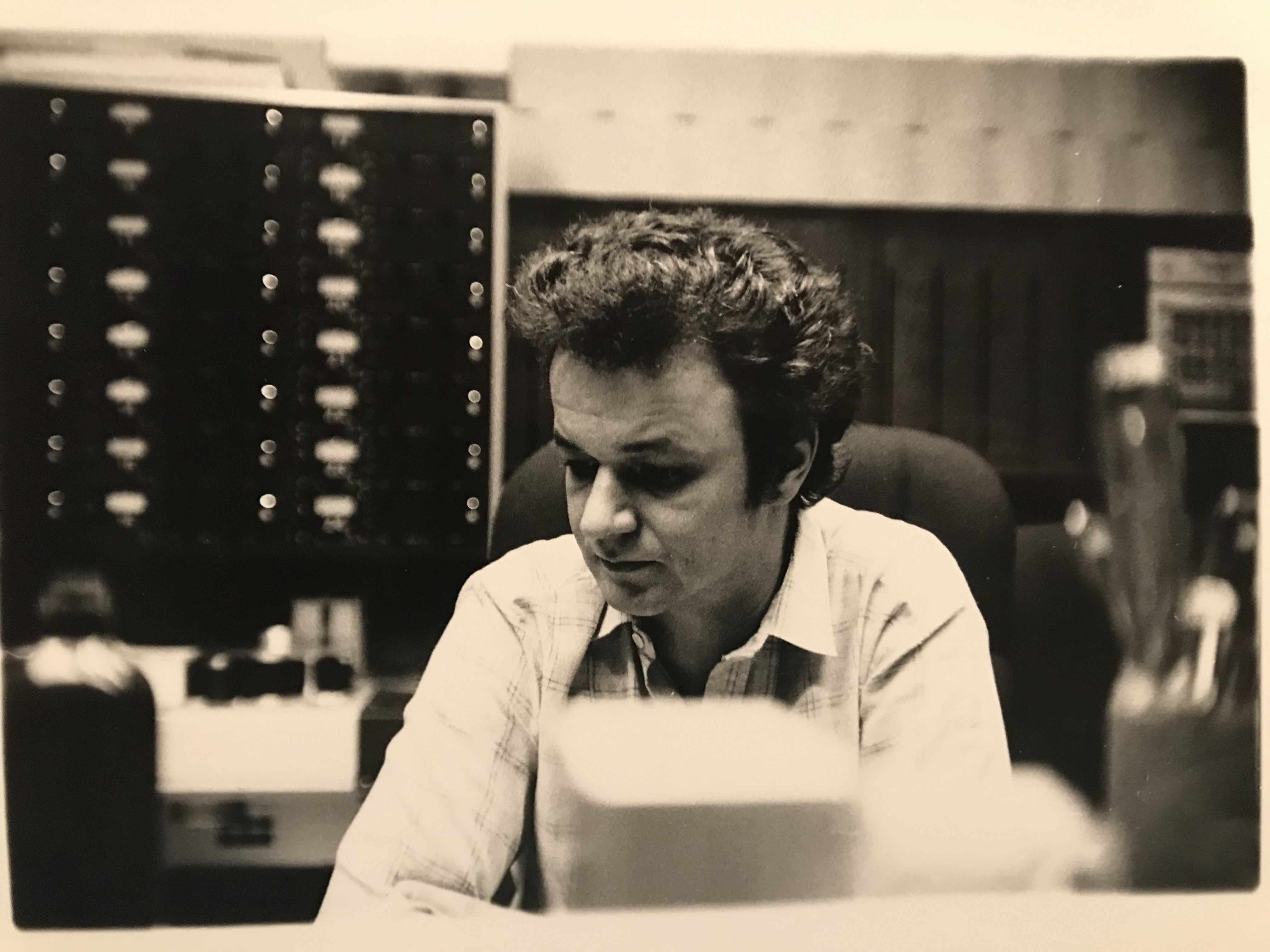
Martin Wieland bei der Aufnahme im Tonstudio Bauer

Christoph Martin Wieland (* 12. April 1945 in Stuttgart) ist ein deutscher Toningenieur.

## Leben
Wieland sang zunächst im Chor und spielte in einer Dixie-Band. Nach dem Studium zum Toningenieur an der Fachhochschule Düsseldorf begann er 1969 beim Tonstudio Bauer, wo er 23 Jahre angestellt war. Durch Aufträge von ECM Records spezialisierte er sich auf Jazzmusik. Anschließend arbeitete er beim Süddeutschen Rundfunk. Seit 2002 ist er im Ruhestand.

## Schaffen
In seiner Zeit bei den Bauer-Studios arbeitete er mit Künstlern verschiedener Genres, darunter Beny Rehmann, Trio Eugster, Ernst Mosch, Oscar Peterson, Pat Metheny, Keith Jarrett, Die Flippers, Eugen Cicero, Gary Burton, Friedrich Gulda, Chick Corea, Miles Davis, Philip Glass, Steve Reich, aber auch mit Vereinen und Kleinstlabels. Über zehn Jahre betreute er den Ton für den Bayerischen Rundfunk bei den Live-Übertragungen des Münchner Klaviersommer. Die meisten Aufnahmen machte er auf Wunsch von Manfred Eicher für dessen Musiklabel ECM Records. In den Anfangsjahren der 1970er entwickelte sich aus der Zusammenarbeit ein Klang für das Label, der lange Zeit als einzigartig galt.
Zu seinen erfolgreichsten Aufnahmen gehört The Köln Concert von Keith Jarrett, das er mit zwei Neumann-U-67-Kondensatormikrofonen und einer portablen Telefunken-M-5-Bandmaschine aufnahm.